# Attila Ambrus
Attila Ambrus (* 6. října 1967, Fitod, Rumunsko) je bývalý maďarský hokejový brankář, který chytal za prvoligový klub Újpesti TE. Stal se známým jako pachatel bankovních loupeží, za které strávil více než dvanáct let ve vězení. Měl přezdívku Viszkis rabló (whiskový lupič) podle zvyku dát si před činem na kuráž skleničku whisky.
Pochází ze sikulské rodiny z rumunského venkova, hrál za juniorku klubu HSC Csíkszereda. V roce 1988 emigroval na podvozku vlaku do Maďarska. Po řadě příležitostných zaměstnání se stal správcem zimního stadiónu Újpesti TE. V roce 1994 ho klub najal jako brankáře: ani ne tak pro hráčské umění, ale spíš proto, že lepšího gólmana si při své ekonomické situaci nemohl dovolit. Plat byl spíše symbolický a nedostatek financí řešil Ambrus loupežemi. V letech 1993 až 1999 přepadl v Budapešti a okolí 27 pošt, bank a cestovních kanceláří a odnesl si zhruba sto milionů forintů. Byl zatčen 15. ledna 1999, v červenci téhož roku z vězení uprchl a po třech měsících byl znovu vypátrán. Byl odsouzen k sedmnácti letům odnětí svobody, pro dobré chování mu byl trest zmírněn a 31. ledna 2012 vyšel na svobodu. Živí se provozováním vlastní keramické dílny.
Ambrus se stal v Maďarsku velmi populárním jako lupič-gentleman, který se vyhýbal používání násilí, soucit vzbuzovaly i jeho pohnuté životní osudy a pověst nepříliš šikovného, ale zato velmi obětavého brankáře. Americký spisovatel Julian Rubinstein napsal o Ambrusových osudech knihu Balada o poctivém lupiči, práva na její zfilmování zakoupil Johnny Depp.